# Burkhardt Leitner

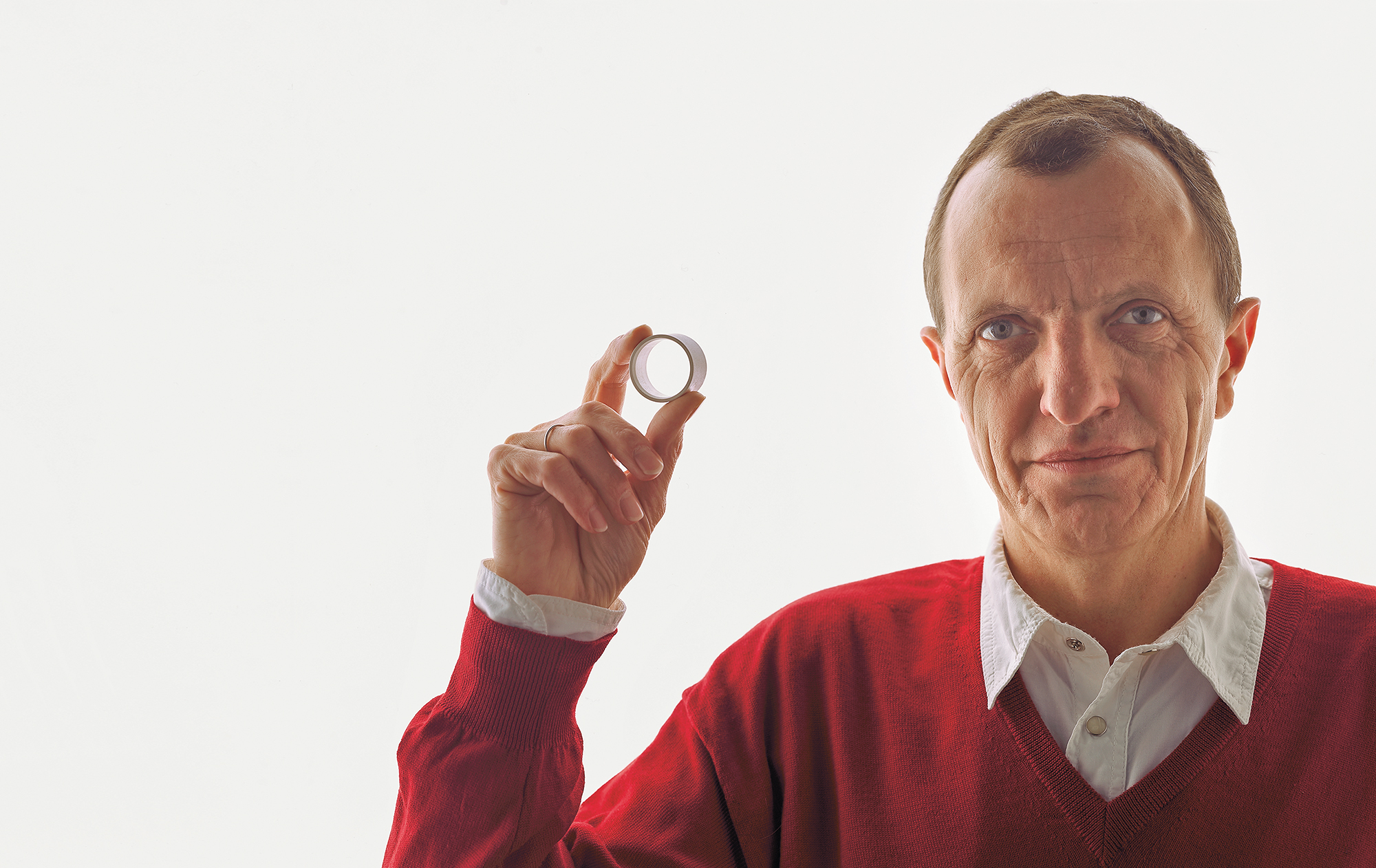
Burkhardt Leitner, 2017

Burkhardt Leitner (* 19. Februar 1943 in Strelno; † 4. Mai 2025) war ein deutscher Designer von Messe- und Ausstellungssystemen. Er war Inhaber der Firma Burkhardt Leitner constructiv.

## Leben und Wirken
Geboren wurde Leitner auf der Flucht. Die Familie stammte aus Königsberg und floh während der Kriegswirren Richtung Westen. Geboren wurde der jüngste von vier Geschwistern auf der Flucht in Strelno im Wartheland. Die Familie siedelte zunächst bei Güstrow, wo der Vater das Landwirtschaftliche Gut Steinhagen bewirtschaftete. Dort besuchte Leitner die Grundschule. 1955 floh die Familie dann nach Westdeutschland.
In Esslingen am Neckar machte er einen Hauptschulabschluss in der Silcherschule. Anschließend ging Leitner in die Lehre zum Schaufensterdekorateur (Schauwerbegestalter) bei dem Herrenausstatter Knagge & Peitz in Stuttgart.
Am 1. März 1963 meldete Leitner in Stuttgart seine erste Firma an, Burkhardt Leitner Werbegestaltung. 1966 entwickelte er das erste Knoten-Platten-System „Leitner 1“. 1967 erfolgte die Gründung der Leitner Ausstellungsysteme GmbH. Es folgte die Entwicklung von mehreren modularen Ausstellungssystemen. 1980 wurden die Systeme „Leitner 1“, „Leitner 4“, „Leitner 14“ sowie „non art“ in das Museum die Neue Sammlung, das weltweit erste Designmuseum, aufgenommen. Er verließ 1989 die von ihm gegründete Firma Leitner Ausstellungsysteme GmbH. Zwei Jahre später gründete er das Unternehmen Burkhardt Leitner constructiv (1993–2015).
Seit 2016 wird das Unternehmen unter dem neuen Namen burkhardt leitner modular spaces mit neuen Inhabern weitergeführt.

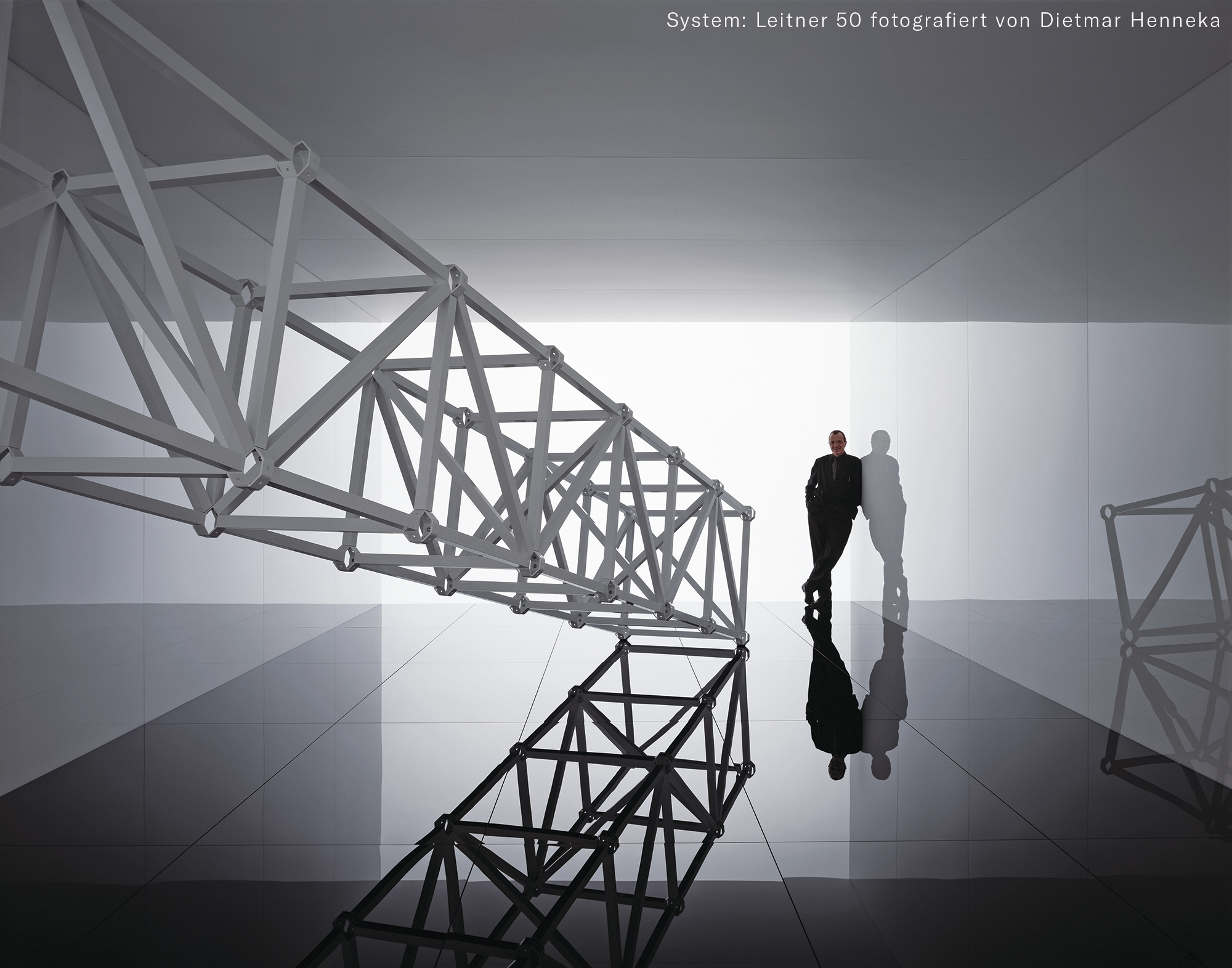
System „Leitner 50“; im Hintergrund Burkhardt Leitner
(Foto: Dietmar Henneka)

2015 zog sich Burkhardt Leitner ins Privatleben zurück.

## Ausstellungssysteme von Burkhardt Leitner
Zwischen 1966 und 1989 entwickelte Burkhardt Leitner u. a. die Ausstellungssysteme: „Leitner 1“, „Leitner 4“, „Leitner 6“, „Leitner 10“, „Leitner 14“ (entwickelt für Festo), „Leitner 15“, „Leitner 30“ (entwickelt für AEG) und „Leitner 50“.
Zwischen 1993 und 2013 folgten die Systeme: „primus“, „pila“, „max“, „sixo“, „junior“, „pila petit“, „clic“, „pon“, „pila IV“ und zuletzt „otto“ (Office-System). Die Rechte am Design von „otto“ wurden 2019 von  Christof Zimmermann, Geschäftsführer der ICON GmbH Messebau aus Karlsruhe erworben. Das Architektursystem wird dort seither unter den Marken-Namen 84expo, 84office, 84care, sowie 84fun diversifiziert, vertrieben und entsprechend weiterentwickelt.

## Ausstellungen
Ausstellungseinsätze von Leitner-Systemen:
- „Antifaschistischer Widerstand 1933–1945“[5] – Die Ausstellung wurde 1971 in der Frankfurter Paulskirche eröffnet. Es war die erste bundesweite Schau zu diesem Thema und wurde vom Studienkreis Deutscher Widerstand 1933–1945 e.V. gezeigt. Gestaltet wurde sie von dem Grafiker Michael Dohmen.
- „Entwicklung des Ausstellungssystems für das Bauhaus-Archiv Berlin“
- „Design: Vorausdenken für den Menschen“[6] – Eine Ausstellung der Bundesrepublik Deutschland, eingerichtet vom Rat für Formgebung in  Darmstadt in Zusammenarbeit mit dem Amt für industrielle Formgestaltung der Deutschen Demokratischen Republik, im Internationalen Handelszentrum in Berlin vom 4. bis 20. Dezember 1984 und im Frühjahr 1985 in Leipzig. Darmstadt.
- „Experiment Bauhaus Dessau“ – Die Ausstellung wurde vom 30. Juli bis September 1988 gezeigt. Das Bauhaus-Archiv Berlin (West) präsentierte seine Sammlung im Bauhaus Dessau mit Ausstellungssystem „Leitner 1“, mit dem es schon seine ständige Ausstellung auf rund tausend Quadratmetern ausgestattet hatte.
- „Design – USA“ – Am 5. September 1989 eröffnete der amerikanische Botschafter Jack Matlock die Ausstellung „Design – USA“ in Moskau. Die seit 1959 von der United States Information Agency (USIA) organisierten insgesamt neunzehn amerikanischen Ausstellungen in der UdSSR waren das Herzstück der Vereinbarung der beiden Weltmächte über den Kulturaustausch. Gezeigt wurden Erzeugnisse aus den Vereinigten Staaten – von Technologie, Landwirtschaft, Medizin bis zu Grafikdesign. Die Ausstellung „Design – USA“ war die letzte dieser Art. Die Leitner USA, Inc. Exhibit Systems in Chicago wurde damit beauftragt, eine Fläche von viertausend Quadratmetern zu bespielen. Gezeigt wurde US-Design aus diversen Gebieten. Die Wanderausstellung begann in Moskau und führte danach in neun andere Städte: Donezk, Chișinău, Duschanbe, Almaty, Nowosibirsk, Wolgograd, Baku, Wladiwostok und Chabarowsk.
- „Less and More. Das Designethos von Dieter Rams.“[7] – Die Wanderausstellung (Design: Keiko Ueki-Polet vom Santory Museum, Osaka; Kurator: Klaus Klemp) des Museums Angewandte Kunst (MAK) in Frankfurt wurde neben Frankfurt auch im Suntory Museum in Osaka, im Fuchu Art Museum in Tokio, im Daelim Contemporary Art Museum in Seoul und im Museum of Modern Art (MoMA) in San Francisco gezeigt. Hierbei kam das Ausstellungssystem „constructiv clic“ zum Einsatz.

Persönlich gewidmete Ausstellungen:
- „thank you burkhardt, Burkhardt Leitner's 50 years in design“[8] war der Titel der persönlichen und umfangreichen Hommage von Akin Nalça, Geschäftsführer von burkhardt leitner modular spaces. Mit dieser Ausstellung im Rahmen der Reihe „Einsichten“ würdigte das Design Center Baden-Württemberg das Lebenswerk des Designers.

## Engagement und Projekte (Auswahl)

### „Ausstellung im Kabinett“ (1998–2002)
„Ausstellung im Kabinett“ war eine Non-Profit-Galerie im Stuttgarter Bohnenviertel. Der eher private Charakter eines „Kabinetts“ sollte das Anliegen unterstreichen, Kunst in persönlich geprägter Atmosphäre öffentlich zu machen. Das Kabinett verstand sich als Forum für die Begegnung von Kunstinteressierten und Fachpublikum, Künstlern und Galeristen, Kunstkritik und Kulturinstitutionen. Jede Ausstellung war auf wenige Quadratmeter und auf drei Wochenenden begrenzt.
Als reine Non-Profit-Galerie, die keinerlei kommerzielle Interessen verfolgte, unterstützten Leitner und seine Frau vornehmlich junge oder auf dem Kunstmarkt noch wenig erfahrene Künstler, um ihnen den Eintritt in den Kulturbetrieb zu erleichtern und weiterführende Kontakte zu ermöglichen. Aber auch Künstler, die in Vergessenheit gerieten, oder überraschende Werke bekannter Künstler, die der Öffentlichkeit noch unbekannt waren, wurden ausgestellt.

### „non art“ (1971–2017)

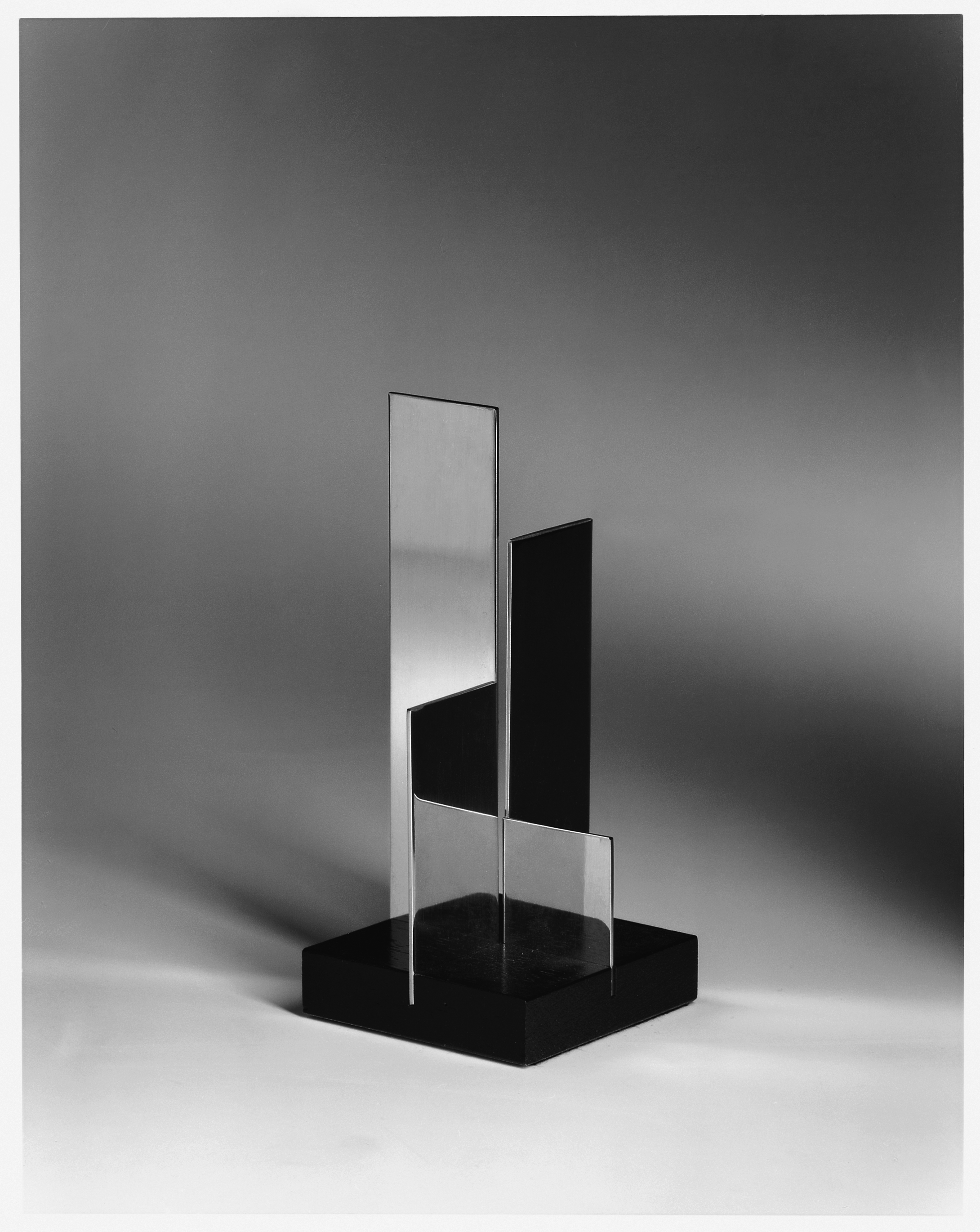

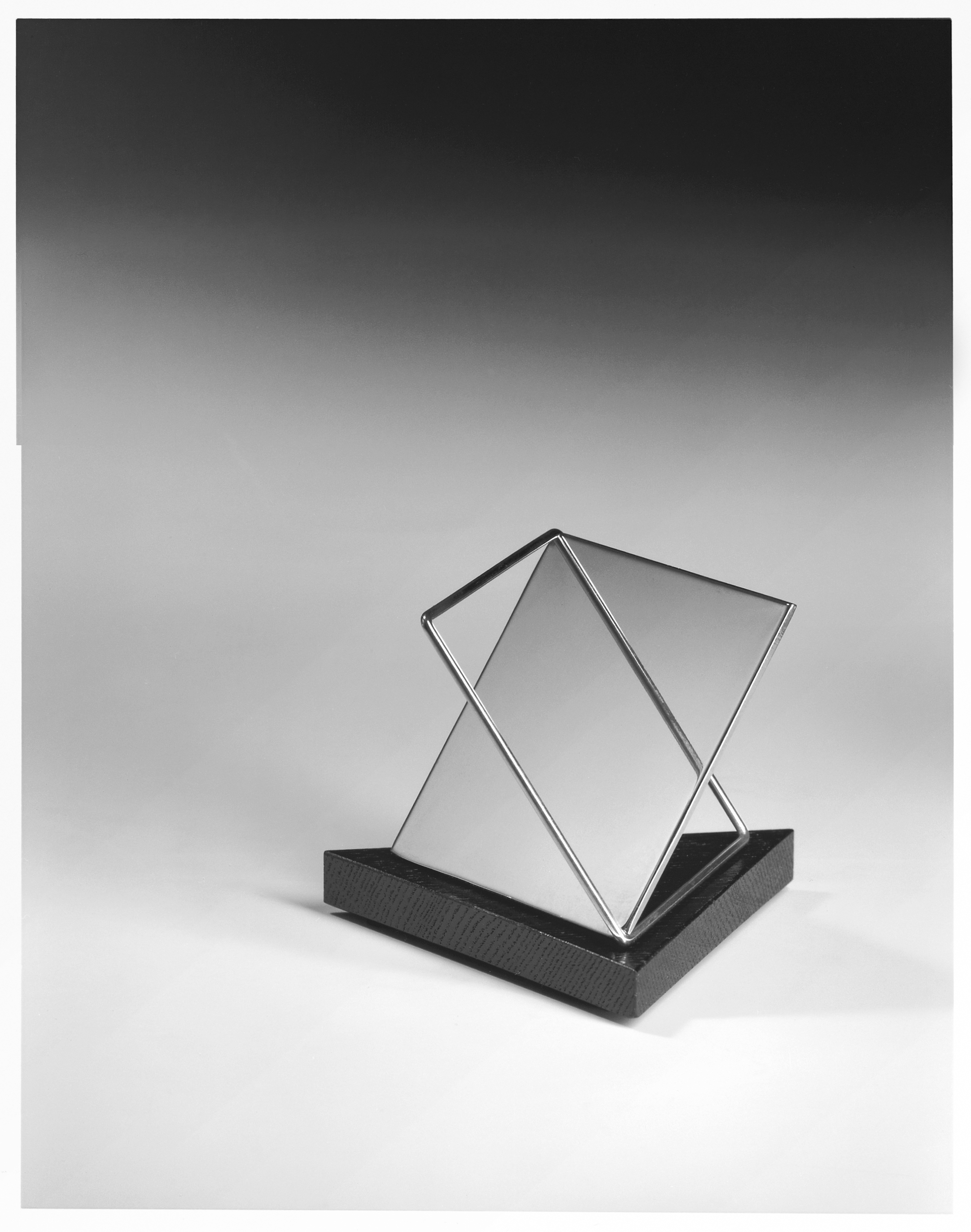

„non art“ wurde als neues Medium konzipiert, um die Corporate Identity von Leitners Unternehmen zu transportieren. Als solches wurde es 1982 in Die Neue Sammlung staatlicher Museen für angewandte Kunst in München aufgenommen und 1999 für höchste Designqualität mit dem Deutschen Preis für Kommunikationsdesign ausgezeichnet. „non art“ wollte ein neuartiges Kommunikationsmittel sein, um die Unternehmensphilosophie handgreiflich vor Augen zu führen: den Willen zu purer Ästhetik im Messe- und Ausstellungsdesign sichtbar und die Materialsorgfalt spürbar zu machen. Die „non art“-Objekte sind aus Modulen aufgebaut. Es ist im Grunde die im Kleinen verdichtete Idee seiner Ausstellungssysteme – das modulare Bauprinzip mit seinen unendlichen Variationen. „non art“ (1971–2000) erschien als Buch bei avedition.

## Auszeichnungen
Zwischen 1963 und 2014 gewannen die von Burkhardt Leitner und seinem Team entwickelten Ausstellungssysteme „Leitner 47“ nationale und internationale Design Auszeichnungen, darunter
- viermal Designpreis der Bundesrepublik Deutschland, zuletzt 2012[10],
- achtmal iF Design Award[11],
- fünfmal Red Dot Design Award und
- zweimal Best of Show Award des EuroShop Exhibitor Magazins[12].

## Mitgliedschaften
- aed Stuttgart e.V., Firmenmitglied und Beirat bis 2006
- Deutscher Werkbund bis 2001
- FAMAB Verband Direkte Wirtschaftskommunikation e.V.
- Rat für Formgebung, Präsidiumsmitglied 1998–2014
- Förderkreis der Merz Akademie
- Jury des Mia-Seeger-Preises, bis 2005